# Antonín Cífka
Antonín Cífka (německy Anton Cifka, 18. dubna 1824 Budyně nad Ohří – 11. listopadu 1891 Praha) byl český hoteliér, restauratér a vinařský podnikatel, majitel hotelů U černého koně na pražské třídě Na příkopě a U arcivévody Štěpána, zakladatel vinic a vinných sklepů v Loděnici nedaleko Prahy. Zde si nechal nedaleko vinic roku 1873 postavit neorenesanční zámeček, kde následně vznikly pravděpodobně první tenisové kurty v českých zemích. Byl zakladatelem úspěšné větve původně severočeské podnikatelské a sportovní rodiny Cífků.

## Život

### Mládí
Narodil se v Budyni nad Ohří do rodiny zdejšího intelektuála Františka Xavera Cífky (1792–1872), původem z Třebíze, a Anny Cífkové, rozené Fričové. Roku 1853 se oženil s Marií Schneiderovou (1834–1886), společně byli rodiči celkem patnácti dětí.

### Podnikání

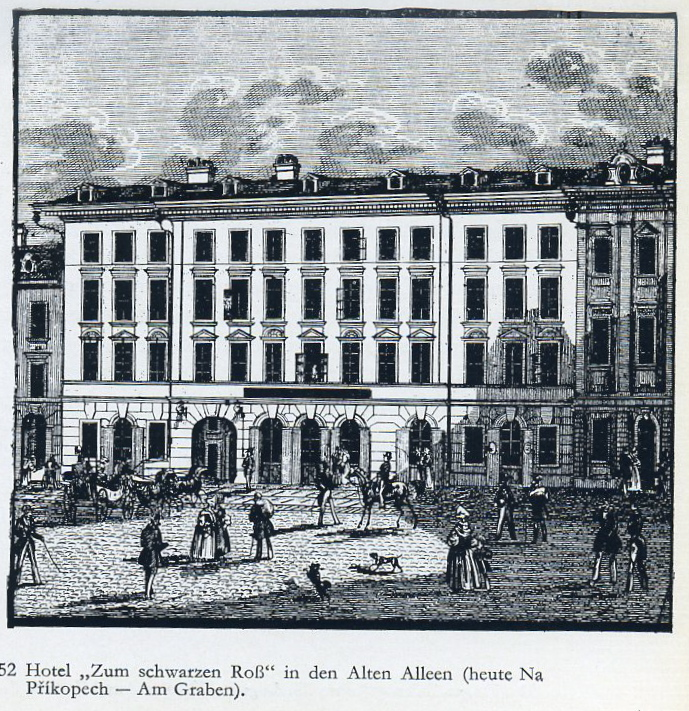
Hotel U černého koně na pražské třídě Na příkopě

Nejpozději od 60. let 19. století byl majitelem jednoho z nejvýznamnějších hotelů v tehdejší Praze, hotelu U černého koně (Zum schwarzen Ross), který sídlil ve třítraktovém domě čp. 860/II, čp. 862/II a čp. 864/II na rohu ulic Senovážné a Na příkopech 24–28. K hostům hotelu patřili mexický císař Maxmilián Habsburský, rakouský arcivévoda Rudolf či princ Jiří Pruský. Rovněž vlastnil hotel U arcivévody Štěpána na Koňském trhu (Václavské náměstí).
Hojně cestoval po vinařských oblastech v Itálii a Porýní, v Loděnici u Berouna pak dal vysadit vinice, ze kterých dodával víno do hostince. Víno známé pod značkou Loděnický granát se stalo mimořádně úspěšným a bylo prodáváno po celém Rakousku-Uhersku, k úpravě a zrání sem bylo dováženo také víno z jiných částí monarchie. Roku 1873 zde nechal vybudovat rozsáhlou rodinnou vilu inspirovanou architekturou Toskánska s výhledem na vinice. U domu následně vznikly též tenisové kurty, nejspíše první v českých zemích. Z rodiny Cífkovy tak pocházejí jedny z prvních osobností českého tenisu, včetně spoluzakladatele prvního českého tenisového klubu v Praze Josefa Cífky či dcery Milady, první tenisové mistryně Království koruny české.
Rovněž působil jako člen správní rady Pražské paroplavební společnosti, Smíchovského akciového pivovaru a dalších obchodních společností.

### Úmrtí
Antonín Cífka zemřel 11. listopadu 1891 v Praze ve věku 67 let. Byl pohřben v rodinné hrobce na Olšanských hřbitovech.

### Po smrti
V hotelu U černého koně byl od roku 1896 provozován vůbec první rentgen v českých zemích, jako atrakce pro hotelové hosty. Rovněž se ve zdejším salónku uskutečnilo historicky třetí filmové promítání v české historii. Klasicistní objekty hotelu U černého koně byly zčásti zbořeny koncem 19. století a kompletně roku 1934, na jeho místě v letech 1935–1941 postavena Živnostenská banka.

### Rodina
Se svou ženou Marií měli celkem patnáct dětí (pět z nich zemřelo v dětském věku). Jindřich (1857–1912) podnikatel, od r. 1904 spolumajitel hotelu U černého koně a vápenky v Loděnici; Karel (1864-1929)), první předseda prvního českého tenisového klubu v Praze, Josef Cífka (1867–1948), důstojník rakouské c. a k. armády a rovněž průkopník české cyklistiky a tenisu, Antonín Cífka (1870–1940), sládek a akcionář Smíchovského pivovaru; synovec Jindřich (*1884), průmyslník, spoluvlastník hotelu U černého koně. Dcera Gabriela se provdala za malíře a operního pěvce Jana Skramlíka.